# Шейлок
Шейлок (англ. Shylock) — один из главных персонажей пьесы У. Шекспира «Венецианский купец», еврей-ростовщик.

## Роль в сюжете
Шейлок — венецианский ростовщик, к которому обращается купец-негоциант Антонио, чтобы занять три тысячи золотых дукатов для своего друга Бассанио, которому деньги нужны для женитьбы на богатой невесте Порции. Шейлок припоминает Антонио многочисленные обиды, которые тот в прошлом нанёс ему, ненавидя как его ремесло, так и его веру. Как ростовщик, он также зол на Антонио за то, что купец даёт деньги взаймы без процентов «и роста курс в Венеции снижает». Тем не менее Шейлок соглашается дать Антонио денег в долг и даже готов сделать этот заём беспроцентным, однако требует взамен вексель, дающий ему право в случае неуплаты по счёту в срок вырезать из тела должника фунт мяса. Позже дочь Шейлока Джессика рассказывает, что слышала, как он говорит двум другим соплеменникам, что эту жестокую плату он предпочтёт даже двадцатикратному возмещению долга.
Антонио не удаётся вернуть долг вовремя: судно с его грузами гибнет в пути, что даёт Шейлоку возможность потребовать кровавой платы. Сам ростовщик к этому времени тоже несёт потери — от него сбегают слуга Ланчелот, не выдержавший скупости и придирчивости хозяина, и даже собственная дочь, влюбившаяся в Лоренцо, ещё одного друга Бассанио. При этом Джессика обкрадывает отца, забирая его деньги и драгоценности. Шейлок в отчаянии и гневе мечется по городу, разыскивая пропавшую дочь и имущество.
Дож и влиятельные горожане пытаются отговорить Шейлока от мести, Бассанио, получивший за Порцией богатое приданое, предлагает ростовщику троекратное возмещение долга, однако он остаётся неумолим. Наконец, его тяжбу с Антонио разбирает судья — переодетая в мужское платье Порция, которая, пользуясь бюрократическими зацепками, поворачивает дело так, что уже еврей оказывается обвиняемым в покушении на жизнь христианина. Шейлока приговаривают к лишению половины собственности в пользу Антонио и взамен на сохранение жизни и второй половины имущества обязывают перейти в христианство.

## Трактовка образа
«Венецианский купец» создавался Шекспиром в период усиления антисемитизма в Англии. Иудеи были изгнаны из страны ещё при Эдуарде II и начали возвращаться лишь после смерти Шекспира, во времена Кромвеля, но в Англии проживало некоторое количество крещёных евреев. В конце XVI и начале XVII века в стране были популярны пьесы, где евреи выводились в качестве отрицательных персонажей (среди авторов таких произведений были Кристофер Марло и Роберт Грин). Ухудшению отношения к ним способствовал и состоявшийся в 1594 году процесс над крещёным евреем — лейб-медиком Родриго Лопесом. Фаворит Елизаветы граф Эссекс обвинил его в подготовке покушения на жизнь королевы; под пытками Лопеса заставили в этом признаться, и хотя на суде он отказался от своих прежних показаний, процесс закончился казнью обвиняемого.
В атмосфере ненависти к евреям труппа Хенслоу и Аллена возобновила представление трагедии Кристофера Марло «Мальтийский еврей», где еврею отведена роль главного антагониста. Видимо, в ответ труппа Бербеджа и Шекспира подготовила к постановке «Венецианского купца», где еврей также выступает в качестве злодея, но злодея комического. При этом представления Шекспира (как и большинства посетителей «Глобуса») о евреях были самыми приблизительными, основанными на слухах и легендах, хотя некоторые исследователи считают прототипом Шейлока венецианского купца-еврея Алонсо Нуньеса де Херейру, попавшего в плен к графу Эссексу во время взятия последним Кадиса в 1596 году. По сути, как отмечает А. А. Аникст, фигура Шейлока скорее напоминает знакомый Шекспиру образ буржуа-пуритан: он охотно ссылается на священные книги, приводит из них цитаты, презирает развлечения и музыку и одержим одной страстью — накопления.
В результате создаваемый на сцене образ с самого начала был глубоко карикатурным: уже первый исполнитель роли Шейлока, Ричард Бербедж, выходил на подмостки с уродливым крючковатым носом и рыжей бородой. Тот же подход к образу сохранялся и позднее, в частности, при новой постановке пьесы в 1652 году, на фоне диспута о том, будет ли евреям позволено проживать в Англии. Поэт и актёр Томас Джордан так описывал сценическую фигуру Шейлока в стихотворении 1664 года: «Он был с рыжей бородой, лицом похожий на ведьму, на нем еврейская одежда, пригодная для любой погоды, подбородок у него был крючком кверху, а нос — крючком книзу, и кончики их сходились». Трактовка образа комического злодея, достойного только презрения и осмеяния, оставалась неизменной вплоть до середины XVIII века, хотя уже в 1709 году один из первых издателей Шекспира Николас Роу писал, что несмотря на традицию исполнения «Венецианского купца» как комедии, он убеждён, что пьеса задумывалась автором как трагедия.

Анализируя текст пьесы, исследователи указывают на монологи Шейлока как на ключ к пониманию его образа. Особо отмечается монолог «Да разве у жида нет глаз?» (англ. I am a Jew. Hath not a Jew eyes?). М. Ошероу пишет: «Даже если вы ненавидите Шейлока, когда он задаёт эти вопросы, что-то сдвигается: вы привязываетесь к нему, и я не думаю, что вы когда-либо по-настоящему преодолеваете это». Свою неумолимую жестокость Шейлок объясняет тем, что фунт плоти Антонио по закону принадлежит ему точно так же, как тем, кто призывает его к милосердию, принадлежат рабы, с которыми они обращаются, как со скотом. В насмешку над лицемерием христиан он предлагает: 
Рабам вы дайте волю! Пожените
На ваших детях! Чем потеть под ношей,
Пусть спят в постелях мягких, как у вас,
Едят всё то, что вы!

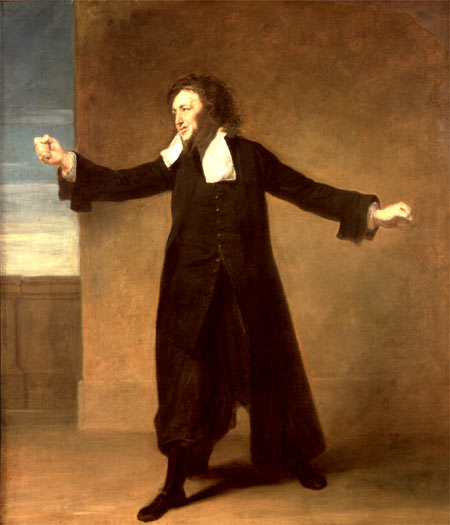
Иоганн Цоффани. Чарльз Маклин в роли Шейлока (ок. 1767—1768)

Из актёров первым нестандартно подошёл к трактовке образа Шейлока лишь в 1747 году актёр Чарльз Маклин, в чьём исполнении этот персонаж сменил не только одежду (поменяв оранжевую шапку средневекового еврея на венецианский красный головной убор), но и манеру поведения, обретя черты трагического героя — по определению Аникста, «страшного в своей злобной мстительности». В 1770-е годы реалистичность сценического образа Шейлока на подмостах лондонского театра — как уверенного в силе закона и силе денег ростовщика, так и обезумевшего от горя и гнева обманутого отца — отмечал Г. К. Лихтенберг.

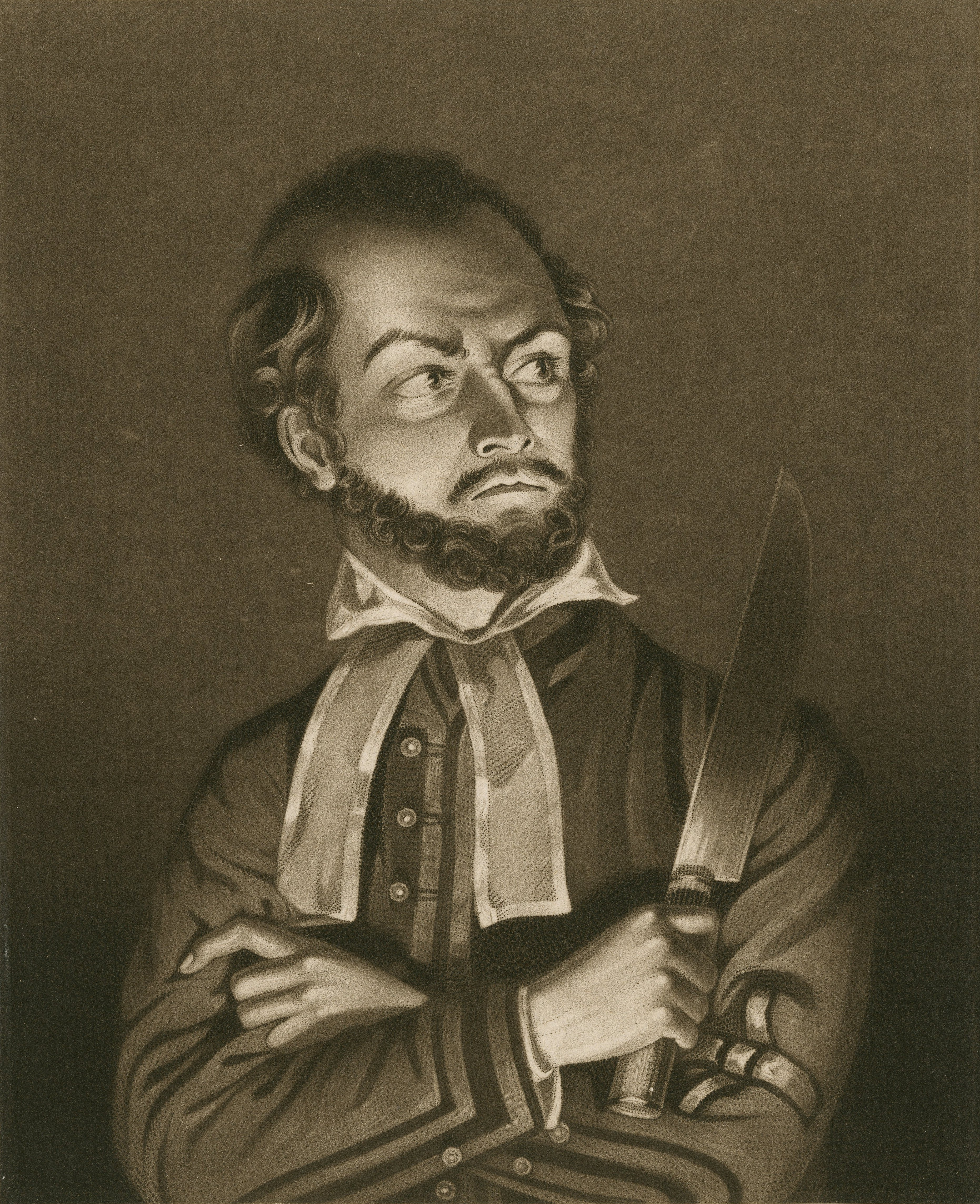
Генри Хоппнер Мейер. Эдмунд Кин в роли Шейлока

Ещё дальше в переосмыслении фигуры Шейлока пошёл Эдмунд Кин, у которого еврей-ростовщик превратился в «романтического героя, не останавливающегося перед убийством, но вулканически великолепного в своем национальном фанатизме и в бешеной силе страсти». Кин сменил рыжий парик на чёрный в соответствии с этим прочтением роли. Исполнение Кина заставило одного из критиков написать, что актёр «был готов увидеть в Шейлоке то, чего никто, кроме Шекспира, не видел — трагедию человека». Многогранность образа Шейлока стала очевидной, и А. С. Пушкин писал о нём так:
Лица, созданные Шекспиром, не суть, как у Мольера, типы такой-то страсти, такого-то порока; но существа живые, исполненные многих страстей, многих пороков; обстоятельства развивают перед зрителем их разнообразные и многосторонние характеры. У Мольера Скупой скуп — и только; у Шекспира Шайлок скуп, сметлив, мстителен, чадолюбив, остроумен…
Генрих Гейне, не сомневаясь в том, что Шекспир создавал отрицательный образ еврея, полагал, что гений автора не позволил ему ограничиться одномерной карикатурой: 
И получилось так, что в Шейлоке… драматург вынес оправдательный приговор несчастным иноверцам, которые Провидением по каким-то таинственным причинам были обвинены и обречены на ненависть низкой и знатной черни, и никогда Провидение не желало воздать этим несчастным любовью за эту нависшую над ними ненависть. Шекспир показал в Шейлоке лишь человека, которому Природа повелела ненавидеть своего врага… Действительно, за исключением Порции, Шейлок во всей пьесе самый порядочный человек… Любовь к дочери, к покойной жене проявляется в нём с трогательной сердечностью.

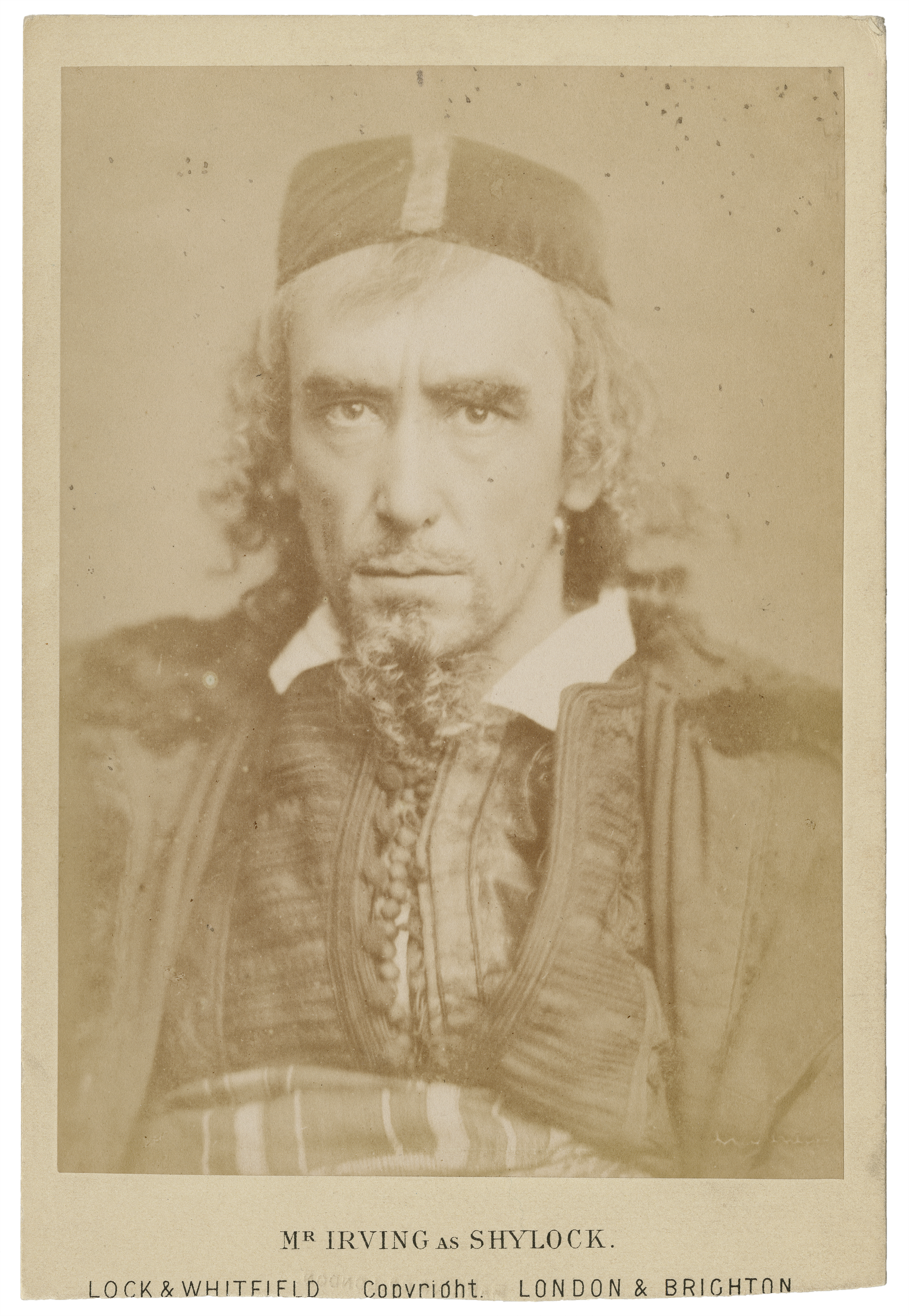
Генри Ирвинг в роли Шейлока, ок. 1893

В критике и драматургии XIX века получил распространение взгляд, согласно которому Шейлок олицетворяет собой порабощённое и обездоленное еврейство, которое поставлено вне рамок христианской морали и чью веру в христианский закон обманывают сами же христиане. Среди актёров, придерживавшихся такой трактовки образа, Лион Фейхтвангер, помимо Кина, называет Людвига Девриена, Муне-Сюлли и Эрмете Новелли. В исполнении актёра диккенсовской эпохи Уильяма Макриди Шейлок стал величественной идеальной фигурой, а в трактовке Генри Ирвинга — благообразным седовласым старцем, полным гордости за свой избранный народ. Позже, однако, к режиссёрам, по оценке Фейхтвангера, пришло осознание, что Шейлок — не главная, а эпизодическая фигура пьесы, его поведение диктуется не реальными обстоятельствами существования евреев, а законами жанра и логикой сюжета. По мнению писателя, правильное прочтение Шекспира с этой точки зрения предлагал, в частности, Макс Рейнхардт, в чьей постановке в роли Шейлока был задействован Йозеф Шильдкраут:
…он глубоко убеждён в своей правоте и с чувством превосходства посмеивается, когда ему кто-то пытается возразить. Он посмеивается и в четвёртом акте, когда для него уже всё потеряно. Он материалист… Он знает, что Провидение предопределило его племени переносить страдания, этот факт он подтверждает, возможно, несколько меланхолично, но без большого воодушевления. Убедившись, что закон против него, он без лишних слов это принимает. Он — человек факта.
В нацистской Германии «Венецианский купец» стал одной из самых популярных пьес. С 1933 по 1939 год при этом режиме комедия ставилась более 50 раз. Хотя её сюжет модифицировали с тем, чтобы он соответствовал государственной идеологии, режиссёры старательно реализовали его антисемитские возможности. Историк К. Мадиган пишет, что один из режиссёров даже рассадил в зале группу клакеров, чтобы те свистели и улюлюкали, заводя публику, при каждом появлении Шейлока на сцене. В 1943 году Бальдур фон Ширах приказал поставить «Венецианского купца» в Вене в ознаменование полного «очищения» города от евреев. Роль Шейлока исполнял Вернер Краус, и согласно газетному отчёту ему удалось представить своего персонажа настолько чуждым и омерзительным, что публика содрогнулась. Профессор М. Ошероу полагает, что после Второй мировой войны традиционно сочувственная трактовка образа Шейлока стала прямым следствием Холокоста: любой другой подход показывал бы не с лучшей стороны самого трактующего.
В обсуждении возможных прочтений образа в послевоенное время активное участие принимают еврейские общественные организации. В современном западном обществе, по мере его продвижения к мультикультурализму, становится возможной трактовка Шейлока не только как трагической фигуры, но и как единственного настоящего героя пьесы. Согласно этой трактовке Шейлок изначально окружён лицемерами, которые спокойно владеют рабами, относятся к еврею как к псу и в итоге грубо извращают закон, чтобы не дать еврею даже шанса отомстить. В то же время Пауль Фейерабенд критиковал интерпретацию образа Полом Роджерсом в послевоенном Лондоне, в которой Шейлок выводится благородным евреем, которого унижают злобные, своекорыстные люди. Фейерабенд расценивал такую трактовку как тривиализацию замысла Шекспира, которая «столь же банальна и ущербна, как обратная интерпретация Вернера Крауса в нацистской Германии».

## Наследие
Образ Шейлока появляется в ряде более поздних произведений. Создавались прямые продолжения оригинальной пьесы Шекспира (к ним относятся, например, комедия А. Р. Герни «Дополнительное время» и пьеса Манро Скотта «Сокровище Шейлока (Примирение)»). Предпринимались попытки переосмысления её сюжета — так, американский драматург Аарон Познер в пьесе «Торговцы округа» помещает фабулу «Венецианского купца» в Вашингтон после Гражданской войны, где сталкиваются интересы еврейской и негритянской общин. Таким образом, в пьесе Познера друг другу противостоят не «высший» и «низший» классы общества (англ. overclass и underclass), а два низших. В романе Кристофера Мура «Венецианский аспид» сходятся вместе сюжетные линии «Венецианского купца» и «Отелло», а также рассказа Эдгара По «Бочонок амонтильядо». Наконец, в центре произведения могут оказываться моральные вопросы, связанные с исполнением роли Шейлока и реакцией на неё публики — таким произведением стала пьеса канадского автора Марка Лейрена-Янга «Шейлок».